# 亞瑪莉沙·基亞拉·托特
亞瑪莉沙·基亞拉·托特（匈牙利語：Amarissa Kiara Tóth，2003年2月10日—）是一名匈牙利職業網球運動員。她的母親是泰國人。
托特職業生涯最高的WTA單打排名為534名（2023年6月26日），雙打排名為264名（2022年10月3日）。
她在2021年布達佩斯女網賽上首次進入WTA巡迴賽正賽，並獲得雙打比賽的外卡。

## 爭議

### 匈牙利布達佩斯女網賽上被指球品低劣
2023年7月19日，世界排名548名的托特取得WTA布達佩斯女網賽「外卡」對戰排名世界排名45名的中國選手張帥。在32強比賽進行至首盤5：5平手時，當時輪到張帥發球，她在回球時應該是明顯壓線的界內球，卻被判出界，張帥與主審爭論許久，並請來賽事總監，但官方還是堅持不看紅土賽場上的球印。隨在裁判才要過去之前，托特走到了落的落點痕跡所在的地方擦掉球印，主場觀眾亦多次叫囂，引來網球好手和球迷不滿。
面對張帥和主審摩根妮·拉雅（Moragane Lara）的爭論，托特則大聲呼喊，斥責張帥說「你製造了問題，這就是（比賽拖延的）原因。」而主場觀眾則附和指張帥「違反時間規定」。最後張帥不忍球賽不公情況，宣布退賽，而托特則在和張帥握手後，在她面前舉起雙手慶祝張帥的棄賽。
比賽過後，托特接受科蘇斯廣播電台的採訪，並繼續其驕橫跋扈態度，說「不明白（張帥）為什麼小事過大，她只不過是想推翻裁判的決定而已。我不明白她為什麼不接受，是她給自己帶來了麻煩。」而賽事主辦方更為托特辯護，認為「中國人正在用造假視頻操控全球（輿論）」（The Chinese are manipulating the world with manipulative video）
對此，多位球星支持張帥：
- 澳洲球員阿伊拉·托姆利亚诺维奇直言托特的作法令人感到噁心，澳洲雙打選手艾倫·佩雷斯更說：「我對於這個女孩的不尊重已經達到令人震驚的地步，如果我明天會遇到他，我會告訴她我對她有多反感。」[6]另一名澳洲選手达里娅·萨维尔在推特發貼，認為「托特“贏”了這一分，“贏”了這場比賽，但她的名聲卻毀了…………」
- 克羅地亞選手唐娜·維基奇、俄羅斯的黛莉亞·卡薩特金娜、安娜斯塔西亞·波塔波娃，希臘的瑪麗亞·莎卡瑞都在推特發貼，支援張帥，並斥責托特缺體育精神，黛莉亞·卡薩特金娜更把托特比喻成老鼠。[7]
- 亦有其他運動員，如昂絲·加博、瑪麗亞·薩卡里和維多利亞·阿扎倫卡表示因托特的非體育精神，要求WTA對她禁賽。[8]

## 資料來源
1. ↑  . Women's Tennis Association.   [2023-07-19]. （原始内容存档于2023-04-06）.
2. ↑  . 自由時報. 2023-07-19  [2023-07-20]. （原始内容存档于2023-07-19）.
3. ↑  詹健全. . 麗台運動. 2023-07-19  [2023-07-20]. （原始内容存档于2023-07-19）.
4. ↑  普里莎·戈什 (Pritha Ghosh). . SportsKeeda. 2023-07-19  [2023-07-20]. （原始内容存档于2023-07-19） （英文）.
5. ↑  拉奧·辛格·吉爾(Aarav Singh Gill). . Sportskeeda. 2023-07-19  [2023-07-20]. （原始内容存档于2023-07-21）.
6. ↑  劉肇育. . 世界新聞網. 2023-07-19  [2023-07-20]. （原始内容存档于2023-07-19）.
7. ↑  拉加夫·蒂克馬尼 (Raghav Tikmany). . Essentially Sports. 2023-07-19  [2023-07-20]. （原始内容存档于2023-07-19）.
8. ↑  盧克·邁耶 (Luke Meyer). . Tennis tonic. 2023-07-19  [2023-07-20]. （原始内容存档于2023-07-19） （英文）.

## 外部連結
- 亞瑪莉沙·基亞拉·托特的国际女子网球协会官方資料（英文）
- 亞瑪莉沙·基亞拉·托特的官方资料
- 亞瑪莉沙·基亞拉·托特在比利·简·金杯的官方资料